# Regnitz
Regnitz (nazwa pochodzenia słowiańskiego, pol. hist. Radęca) – rzeka w Niemczech, lewy dopływ Menu o długości 58 km. Powstaje z połączenia rzek Pegnitz i Rednitz w pobliżu Fürth i wpływa do Menu kilka kilometrów na północ od Bambergu.
Ważniejsze dopływy: Farrnbach, Zenn, Gründlach, Aurach, Schwabach, Seebach, Wiesent, Aisch, Deichselbach, Reiche Ebrach, Rauhe Ebrach, Aurach.
Nazwa pochodzi prawdopodobnie od zachodniosłowiańskiego słowa Rekavica, co znaczyło to samo co rzeka. We Frankonii tłumaczy się tę nazwę w ten sposób, że z połączenia nazwy rzek Rednitz i Pegnitz, które razem się łączą powstała nazwa Regnitz.
Ważniejsze miejscowości leżące nad Regnitz: Erlangen, Möhrendorf, Baiersdorf, Hausen, Forchheim, Bamberg.
Równolegle do Regnitz biegnie Kanał Ren–Men–Dunaj, autostrada A73 oraz linia kolejowa Bamberg – Norymberga.